# Kassen & hjertet
Kassen & hjertet er det femte album fra den danske gruppe Bifrost udgivet i 1981 på Mercury Records.
Gruppen havde siden det forrige dansksprogede album, Læn Dem ikke ud, gennemgået en større ændring, idet flere af de oprindelige medlemmer af gruppen var gået ud. Det drejer sig om Annapurna, Torben Andersen, Asger Skjold og Mogens Fischer. I stedet var Knut Henriksen (bas, guitar) og Jeppe Reipurt (trommer) kommet med, og besætningen svarede derfor til den, som var dannet med indspilningen af det engelsksprogede album fra 1980, Crazy Canary.

## Numre
Albummet indeholder følgende numre (her opdelt på de to oprindelige sider):
| 1. | "Rippet & flået"         | Tom Lundén | 3:10 |
| 2. | "Kan jeg nå dig"         | Tom Lundén | 3:42 |
| 3. | "Når verden bli'r min"   | Tom Lundén | 3:46 |
| 4. | "Farvel for sidste gang" | Tom Lundén | 3:46 |
| 5. | "Når din dag er slut"    | Tom Lundén | 4:23 |

| 6.  | "Spillet"                    | Tom Lundén  | 2:44 |
| 7.  | "For sent"                   | Tom Lundén  | 2:46 |
| 8.  | "Ikke min dag"               | Tom Lundén  | 3:39 |
| 9.  | "Kreditorernes indtogsmarch" | Tom Lundén  | 2:47 |
| 10. | "Mod kærlighed"              | Ida Klemann | 3:18 |
| 11. | "Den er fundet igen"         | Tom Lundén  | 4:00 |

## Medvirkende
På albummet medvirkede følgende:
Gruppens medlemmer
- Tom Lundén: sang, keyboards, piano
- Ida Klemann: sang
- Knut Henriksen: bas, akustisk og el-guitar, sang
- Jeppe Reipurth: trommer, percussion, sang
- Mikael Miller: akustisk og el-guitar, sang, percussion
- John Teglgaard: el-guitar (6- og 12-strenget), sang

Øvrige medvirkende
- Jacob Andersen: percussion (på "For sent", "Mod kærlighed" og "Den er fundet igen")
- Klavs Nordsø: percussion (på "For sent", "Mod kærlighed" og "Den er fundet igen")
- Jesper Zeuthen: saxofon (på "Når din dag er slut")
- Jørgen Kaufmann: synthesizer (på "Når verden bli'r min", "For sent" og "Mod kærlighed")
- Flemming Rasmussen: tambourin, kor (på "Når din dag er slut", "Ikke min dag" og "Mod kærlighed")